# Apa înțelepciunii
Apa înțelepciunii, în mitologia slavă, se găsește în izvoarele din Irii (Paradis) și are un efect miraculos asupra intelectului celui care o bea.